# Дувалидис, Константинос
Константинос (Костас) Дувалидис (греч. Κωνσταντίνος "Κώστας" Δουβαλίδης; род. 10 марта 1987, Драма) — греческий легкоатлет, специалист по барьерному бегу. Выступает за сборную Греции по лёгкой атлетике с 2005 года, чемпион Средиземноморских игр, многократный победитель и призёр первенств национального значения, действующий рекордсмен страны в дисциплинах 110 и 60 метров с барьерами, участник 4 летних Олимпийских игр (2008, 2012, 2016, 2020).

## Биография
Константинос Дувалидис родился 10 марта 1987 года в городе Драма, Греция. Его отец — американец, родом из Атланты.
Впервые заявил о себе в лёгкой атлетике на международном уровне в сезоне 2005 года, когда вошёл в состав греческой национальной сборной и выступил на юниорском европейском первенстве в Каунасе, где в зачёте бега на 110 метров с барьерами стал серебряным призёром.
В 2006 году в той же дисциплине взял бронзу на юниорском мировом первенстве в Пекине.
В 2007 году одержал победу на молодёжном европейском первенстве в Дебрецене, стартовал на чемпионате мира в Осаке.
В 2008 году финишировал вторым на Кубке Европы в Анси. Благодаря череде удачных выступлений удостоился права защищать честь страны на летних Олимпийских играх в Пекине — в программе барьерного бега на 110 метров дошёл до стадии полуфиналов.
В 2009 году участвовал в чемпионате Европы в помещении в Турине.
На чемпионате Европы 2010 года в Барселоне не смог преодолеть предварительный квалификационный этап.
В 2011 году стартовал на чемпионате мира в Тэгу.
В 2012 году бежал 60 метров с барьерами на чемпионате мира в помещении в Стамбуле, участвовал в чемпионате Европы в Хельсинки и в Олимпийских играх в Лондоне.
В 2013 году показал седьмой результат на чемпионате Европы в помещении в Гётеборге, победил на Средиземноморских играх в Мерсине, выступил на чемпионате мира в Москве.
В 2014 году остановился в полуфиналах на чемпионате мира в помещении в Сопоте и на чемпионате Европы в Цюрихе.
В 2015 году на соревнованиях в венгерском Секешфехерваре установил ныне действующий национальный рекорд Греции в беге на 110 метров с барьерами — 13,33. Также был шестым на чемпионате Европы в помещении в Праге, стартовал на чемпионате мира в Пекине.
В 2016 году участвовал в чемпионате мира в помещении в Портленде и в чемпионате Европы в Амстердаме. Выполнив олимпийский квалификационный норматив, благополучно прошёл отбор на Олимпийские игры в Рио-де-Жанейро — здесь в беге на 110 метров с барьерами вновь дошёл до полуфинала.
После Олимпиады в Рио Дувалидис остался действующим спортсменом на ещё один олимпийский цикл и продолжил принимать участие в крупнейших международных стартах. Так, в 2017 году он отметился выступлением на чемпионате мира в Лондоне.
В 2018 году стал полуфиналистом чемпионата мира в помещении в Бирмингеме и чемпионата Европы в Берлине, тогда как на Средиземноморских играх в Таррагоне завоевал бронзовую медаль.
В 2019 году финишировал пятым на чемпионате Европы в помещении в Глазго, бежал 110 метров с барьерами на чемпионате мира в Дохе.